# Zena Cardman
Zena Maria Cardman (* 26. Oktober 1987 in Urbana, Illinois) ist eine US-amerikanische Astronautin und Mitglied der NASA-Astronautengruppe 22.

## Werdegang
Cardman studierte an der University of North Carolina at Chapel Hill zunächst Biologie, wo sie ihren Bachelor erwarb. Danach absolvierte sie ein Studium der Meeresbiologie mit dem akademischen Abschluss Master. Während des Studiums erhielt sie Preise bei Wettbewerben für Poesie und Chemie.
Cardman bewarb sich als Astronautin bei der NASA und wurde am 7. Juni 2017 als Mitglied der Astronautengruppe 22 (den „Turtles“) der Öffentlichkeit vorgestellt. Die Ausbildung endete im Januar 2020.
Im Januar 2024 wurde Cardman für ihren ersten Raumflug nominiert: Sie wurde als Kommandantin für den Flug SpaceX Crew-9 eingeteilt, der Start war für August 2024 vorgesehen. Die Mannschaftsgröße wurde jedoch von vier auf zwei Raumfahrer reduziert, um beim Rückflug Barry Wilmore und Sunita Williams der Mission Boe-CFT zurück zur Erde mitnehmen zu können, deren Raumschiff technische Probleme hatte. Cardman wurde aus der Mannschaft gestrichen, das Kommando ging an ihren Co-Piloten Nick Hague, der im Gegensatz zu ihr bereits Weltraumerfahrung hatte und Testpilot war.
Am 27. März 2025 wurde Cardmann dann als Kommandantin der Mission SpaceX Crew-11 bekannt gegeben. Zusammen mit Michael Fincke, Kimiya Yui und Oleg Platonow flog sie am 1. August 2025 zur ISS und soll dort mehrere Monate verbringen. Ein Rückkehrdatum steht noch nicht fest.